# 歌志内市立歌志内中学校
歌志内市立歌志内中学校（うたしないしりつうたしないちゅうがっこう）は、北海道歌志内市字文珠にあった公立（市立）の中学校である。歌志内市立歌志内小学校と「歌志内市立歌志内小中学校」として小中一貫教育を実施していた。

## 沿革
- 1947年（昭和22年）5月 - 学制改革によって創立される[5]（神威中学校と同時）。
- 1982年（昭和57年）
  - 3月 - 歌志内・神威中学校を閉校し、統合
  - 4月 - 歌志内中学校舎完成し授業開始。
- 2009年（平成21年） - 旧歌志内高校へ移転し、初めての始業式。
- 2018年 - 2021年を目処に、当校舎敷地に義務教育学校を設置することが決定された[6]。
- 2021年
  - 3月31日 - 閉校
  - 4月1日 - 歌志内小学校と統合し、義務教育学校「歌志内市立歌志内学園」が新設される。

## 学区
歌志内市全区域。

## ゆかりの人物
- 早坂文雄（校歌を作曲）